# Мирзоян, Левон Исаевич
Лево́н Иса́евич Мирзоя́н (арм. Լևոն Եսայիի Միրզոյան; 14 ноября 1897, Елизаветпольская губерния, Российская империя — 26 февраля 1939, Москва, СССР) — советский государственный и партийный деятель. Первый секретарь ЦК Компартии Азербайджана (1926—1929), секретарь Казахстанского крайкома ВКП(б) (1933—1937), первый секретарь ЦК КП(б) Казахстана (1937—1938).

## Биография
Родился в Шушинском уезде Елизаветпольской губернии в крестьянской семье, армянин. В 1917 году вступил в РСДРП(б). С 1919 года — на партийной работе. С 1920 года — председатель Азербайджанского Совета профессиональных союзов. Член коллегии Рабоче-крестьянской инспекции Азербайджанской ССР.
Будучи секретарём Бакинского комитета коммунистической партии Мирзоян, а также Киров самовольно отдали приказ силой остановить шествия бичующихся шиитов в день Ашура траурного месяца Мухаррам.

В январе 1925 года в азербайджанском партийном органе «Коммунист» была опубликована статья с жалобой на языковую дискриминацию тюрков (азербайджанцев) в Баку, были раскритикованы члены комсомольской ячейки в селении Бинагады, которые были против перевода выступлений русских участников собрания на тюркский (азербайджанский) язык. Секретарь Бакинского комитета Мирзоян лично докладывал Кагановичу о результатах расследования. По его словам, критические выпады газеты являлись вымыслом.
В 1930-х годах положение рабочих в Баку, в основном азербайджанцев, было катастрофическим, они голодали, не хватало одежды и медицинского оборудования. Основа бакинской экономики, компания «Азнефть» осуществляла демпинг нефти на мировой рынок за счет рабочих-нефтяников, не платила налогов и не участвовала в развитии городской инфрастуктуры. Местная партийная организация не имела права контролировать работу «Азнефти», которая подчинялась непосредственно центру. В этой ситуации Мирзоян неоднократно обращался в ЦК ВКП(б) с требованием отчислений «Азнефти» в местный бюджет. В 1927 году, во время конфликта между тюркскими рабочими и русскими и армянскими специалистами, получавшими в 10 раз больше рабочих, Мирзоян выступил на стороне тюркских рабочих, поддержав их право на преимущественное получение квалифицированных рабочих мест (т. н. коренизации). Тем не менее Мирзоян был противник радикальной коренизации, предполагающей, что все ключевые должности должны занимать тюрки
С 1926 по 1929 год был первым секретарём ЦК КП(б) Азербайджана.
В 1927 году Бакинский горком партии принял постановление об ускоренном изучении тюркского языка руководящим составом республики, но в октябре этого же года Организационное бюро ВКП(б) признало, что почти никто не занимается изучением этого языка. По крайней мере в Баку русские противились изучению тюркского языка. Нехватка тюркских газет и учебников была такой, что отказ от употребления русского языка привел бы к утрате знаний. Русские не имели стимула к изучению тюркского языка, а тюркские специалисты вынуждены были учить русский, чтобы понимать техническую литературу. Мирзоян считал требование к русским и армянским инженерам и техникам говорить по-тюркски неправильным. В марте 1927 года он заявил членам ЦК: «Ведь в России тоже не требуют, чтобы иностранные специалисты говорили по-русски».
В Азербайджанской ССР среди коммунистической руководящей элиты была распространена практика кумовства. Влиятельные семейства устраивали своих родственников на места в госаппарате. Баберовски отмечает, что, будучи секретарём ЦК Азербайджана, Мирзоян пристроил на весьма доходные места в органах местного управления своих родственников, однако такому порядку вещей не было альтернативы, если коммунисты не хотели лишиться своего влияния.
1 июля 1929 года Политбюро приняло решение сменить партийно-государственное руководство Азербайджана. По мнению Сталина и его приближённых, азербайджанская партийная организация была «здорова», но её политическое руководство они считали «неудовлетворительными». Главную ответственность за недостатки нёс прежде всего Левон Мирзоян, который в качестве руководителя Бакинского комитета партии фактически осуществлял господство над мультиэтническим центром республики. Таким образом, Мирзоян, Караев, Касимов и другие члены руководства Азербайджана были сняты со своих постов.
В 1929—1933 годах — секретарь Пермского окружкома, затем второй секретарь Уральского обкома ВКП(б). С 1933 по 1938 годы — первый секретарь Казахстанского крайкома ВКП(б), первый секретарь ЦК КП(б) Казахстана. Член ЦИК СССР. Награждён орденом Ленина.
Кандидат в члены ЦК ВКП(б) (1927—1934). Член ЦК ВКП(б) (1934—1938).

### Работа в Казахстане
На должность первого секретаря казахского крайкома Мирзоян был назначен 21 января 1933 года, сменив на этом посту Ф. И. Голощёкина, одного из организаторов голода 1932—1933 гг. Новому руководителю пришлось столкнуться с тяжелейшей ситуацией. В течение 1931—1933 гг. в Казахстане умерло от 1 млн (оценка Роберта Конквеста) до 2 млн человек (оценка Абылхожева, Казынбаева и Татимова, 1989), погибло или покинуло Казахскую АССР 48 % коренного населения. В одном из писем Кагановичу Мирзоян писал: «Я уезжал из Москвы будучи уверенным в том, что обстановка в Казахстане тяжёлая, но то, что я увидел здесь, превысило все мои ожидания». Особенно острой была проблема оказания помощи голодающим. Люди оказались на краю гибели: «…на пути и даже в городах милиция почти каждый день подбирает трупы умерших от голода. Расхищение и воровство хлеба приняло буквально чудовищные размеры».
При новом руководителе уже в 1933 году в Казахстане удалось собрать неплохой урожай, прекратился массовый убой скота и наметился рост его поголовья. По распоряжению Мирзояна за три года колхозникам было роздано 1 миллион 117 тысяч голов скота. Было начато строительство Ульбинской ГЭС, продолжилось строительство Риддерского комбината и Чимкентского свинцового завода, разработка Карагандинского угольного бассейна. В Казахстане сформировались промышленные районы, были расширены геологоразведочные работы в Эмбинском районе и введены в строй новые нефтепромыслы. В конце 1935 года завершилось строительство нефтепровода «Гурьев — Орск» протяжённостью около 800 км. Доля местного населения в промышленности в середине 1930-х годов составила 46,5 %.
При Мирзояне был подготовлен и проведён первый съезд писателей Казахстана, создан Казахский музыкальный театр, Казахская госфилармония, Казахстанская база Академии наук, был «реабилитирован» казахский поэт Абай.
В 1936 году Казахская АССР была преобразована в союзную республику, в 1937 была принята разработанная под руководством Мирзояна Конституция Казахстана.

### Участие в репрессиях и расстрел
В выступлениях Сталина и Маленкова на февральско-мартовском пленуме ЦК ВКП(б) 1937 года Мирзоян в числе некоторых других региональных руководителей был подвергнут критике за раздувание своего местного «культа личности» и кумовство. Так по инициативе Мирзояна самую высокую гору республики Хан-Тенгри переименовали в «пик Мирзояна». Как отмечает Баберовски, эта критика поддерживала политику на личные союзы феодального толка, на которых основывалось господство Сталина, в то время как Мирзоян всё время расширял сферу своей личной власти, вместо того чтобы поставить её на службу центру. По воспоминаниям чекиста М. Шрейдера в Казахстане по официальным праздникам на зданиях вывешивали портреты Мирзояна, в несколько раз превосходящие размерами официальные изображения Сталина.
Занимая руководящий пост в республике и чётко исполняя партийные установки в период массовых репрессий, Мирзоян, как показывают архивные документы, и сам был к ним причастен. В докладе на I съезде Компартии (большевиков) Казахстана в 1937 году Мирзоян отмечал: «Вся наша партийно-пропагандистская работа была насыщена борьбой против антиленинских и антибольшевистских групп троцкистов, зиновьевцев и правых, превратившихся в фашистскую банду террористов, диверсантов и шпионов». Мирзоян, понимая, что в период широких репрессий он не в состоянии повлиять на действия центра, по крайней мере пытался выступать против необоснованных обвинений в адрес некоторых местных руководителей, считал, что следует воспитывать, а не истреблять кадры.
22 сентября 1937 года в газете «Правда» была опубликована статья «На поводу у буржуазных националистов», где партийному руководству Казахстана вменялось в вину отсутствие арестов среди известных людей республики. Мирзоян заявил, что статья «на 70 % — вранье» и что крупных политических ошибок партийная организация Казахстана не совершала. Уже 3 октября Мирзоян подписывает шифртелеграмму Сталину с просьбой выделить дополнительные расстрельные квоты на 3500 лиц из числа «антисоветского элемента». 19 ноября бюро ЦК КП(б) Казахстана принимает решение «Об антисоветских элементах», в котором, в частности, говорится: «На основании решения ЦК ВКП(б) от 17 ноября с.г. увеличить дополнительно количество репрессируемых антисоветских элементов». Под постановлением стоят подписи Мирзояна и других членов бюро. Среди секретных документов, хранящихся в Российском государственном архиве социально-политической истории, имеется ещё одна подписанная Мирзояном шифротелеграмма Сталину от 1 декабря 1937 года, в которой Мирзоян просил увеличить лимиты на репрессии в отношении 1600 человек «активного повстанческого, диверсионного и шпионского элемента». Этот период отмечен вхождением в состав особой тройки, созданной по приказу НКВД СССР от 30.07.1937 № 00447.
Григорий Померанц в книге «Следствие ведёт каторжанка» описывает, как Мирзоян в 1937 году предупредил о готовящемся аресте Сурена Агамирова и Ольгу Шатуновскую, критиковавшую самого Мирзояна за авторитарный стиль правления. Казахский публицист Бигельды Габдуллин также упоминает, что Мирзоян предупредил известного казахского писателя Мухтара Ауэзова об аресте и настоял, чтобы тот уехал из Казахстана.
Зимой 1938 года Мирзоян высказался против распоряжения о перемещении ссыльных корейцев с юга на север Казахстана, где они не могли заниматься рисосеянием. 15 мая 1938 года Мирзоян получил от Сталина телеграмму с требованием выехать в Москву, а 16 мая ЦК КП Казахстана освободил его от обязанностей первого секретаря. 23 мая, по дороге в Москву, Мирзоян был арестован и помещён в Лефортовскую тюрьму. 26 февраля 1939 г. расстрелян по приговору Военной коллегии Верховного Суда СССР. Похоронен в Москве на Донском кладбище в «могиле для невостребованных прахов». Реабилитирован в 1958 году.

### Память
В 1997 году в Актобе по инициативе ассоциации армянской общины Казахстана к столетию со дня рождения Мирзояна переименовали в его честь Кубанскую улицу, а также установили стелу.
В 2001 году архивом президента Казахстана была выпущена книга «Левон Мирзоян в Казахстане. Сборник документов и материалов (1933—1938 гг.)». Как отмечают составители сборника Грибанова Е. М. и Чиликова Е. В., «Мирзоян в 1933—1938 гг. способствовал выходу сельского хозяйства Казахстана из глубокого кризиса, содействовал развитию промышленности и культуры в республике, формированию национальных кадров и первоначально пытался сдержать размах репрессий, но в дальнейшем, поняв, что и сам является потенциальной жертвой, принял в них активное участие».
Но после публикации рассекреченных документов Российского государственного архива социально-политической истории республиканская ономастическая комиссия Казахстана 26 июня 2014 года приняла решение переименовать улицу Левона Мирзояна в Астане в улицу известного казахского учёного, первого президента Академии наук Казахской ССР Каныша Сатпаева. В решении записано, что «Историками было доказано, что Мирзоян способствовал уничтожению представителей казахской интеллигенции».
27 августа 2015 года таразским акиматом (мэрией) было впервые принято решение переименовать улицу, тупик, и три переулка Мирзояна в честь председателя Джамбульского облисполкома Сеилхана Аккозиева.
26 ноября 2016 года алматинским акиматом (мэрией) принято решение переименовать улицу Левона Мирзояна в Алматы в улицу известного казахского учёного-энергетика, академика Шафика Чокина.
В 2017 году общественность города Актобе после переименования одноименной улицы потребовала снести монумент Мирзояна. В инспекции по историко-культурному наследию заявили, что монумент в 1997 году был установлен незаконно. Законом он никак не защищается, в реестре охраняемых объектов отсутствует и никаких документов на него нет. Поэтому его можно спокойно снести. В 2018 году монумент был демонтирован, в дальнейшем планируется его размещение в сквере эпохи социализма. По мнению посла Армении в Казахстане, явно прослеживается уничтожение памяти этого государственного деятеля сугубо из-за его национальной принадлежности.
23 мая 2018 года акиматом города Актобе (мэрией) принято решение о переименование улицы Мирзояна в улицу Алихана Букейханова.
28 июня 2018 года акимат Акмолинской области переименовал улицу Л. Мирзояна в городе Кокшетау на улицу Жумагали Тлеулина.
8 апреля 2022 года акимат Западно-Казахстанской области принял решение о переименовании улицы Мирзояна в городе Уральск в улицу Желтоксан.
- Мирзоян — название города Тараз в 1936—1938 гг.
- Мирзояновский район (1933—1936 гг.) — название Каргалинского района Актюбинской области
- Мирзояновский район (1936—1938 гг.) — название Жамбылского района Жамбылской области

## Семья
Жена Мирзояна, Юлия Тевосян (сестра Ивана Тевосяна), в Казахстане работала директором Института марксизма-ленинизма. Сын, дочь.